# 阿勒格尼鎮區 (北卡羅萊納州戴維森縣)
阿勒格尼鎮區（英語：Alleghany Township）是位於美國北卡羅萊納州戴維森縣的一個鎮區。

## 地方資料
阿勒格尼鎮區的面積為61.09平方千米，皆為陸地。根據2020年美國人口普查的數據，當地共有人口512人，而人口密度為每平方千米8.38人。